# Санкт-Петербургская духовная академия
Са́нкт-Петербу́ргская духо́вная акаде́мия (полное юридическое наименование: Са́нкт-Петербу́ргская духо́вная акаде́мия Ру́сской правосла́вной це́ркви, сокр. СПбДА) — высшее учебное заведение Русской православной церкви, основанное в Санкт-Петербурге.
В настоящее время представляет собой комплекс духовно-учебных заведений, объединяемых условным наименованием Са́нкт-Петербу́ргские духо́вные шко́лы.

## Период раздельного существования духовно-учебных заведений

### Санкт-Петербургская духовная академия

#### Предыстория
В 1721 году при Александро-Невском монастыре по распоряжению архиепископа Новгородского Феодосия (Яновского) была учреждена Славянская школа для обучения азбуке, письму, псалтири, арифметике, грамматике и толкованию евангельских блаженств.
В 1725 году она была переименована в Славяно-греко-латинскую семинарию с преподаванием богословия, философии, риторики, красноречия, истории, географии, древних и новых языков. Ученики набирались из разных сословий. Количество их составляло до 100 человек.

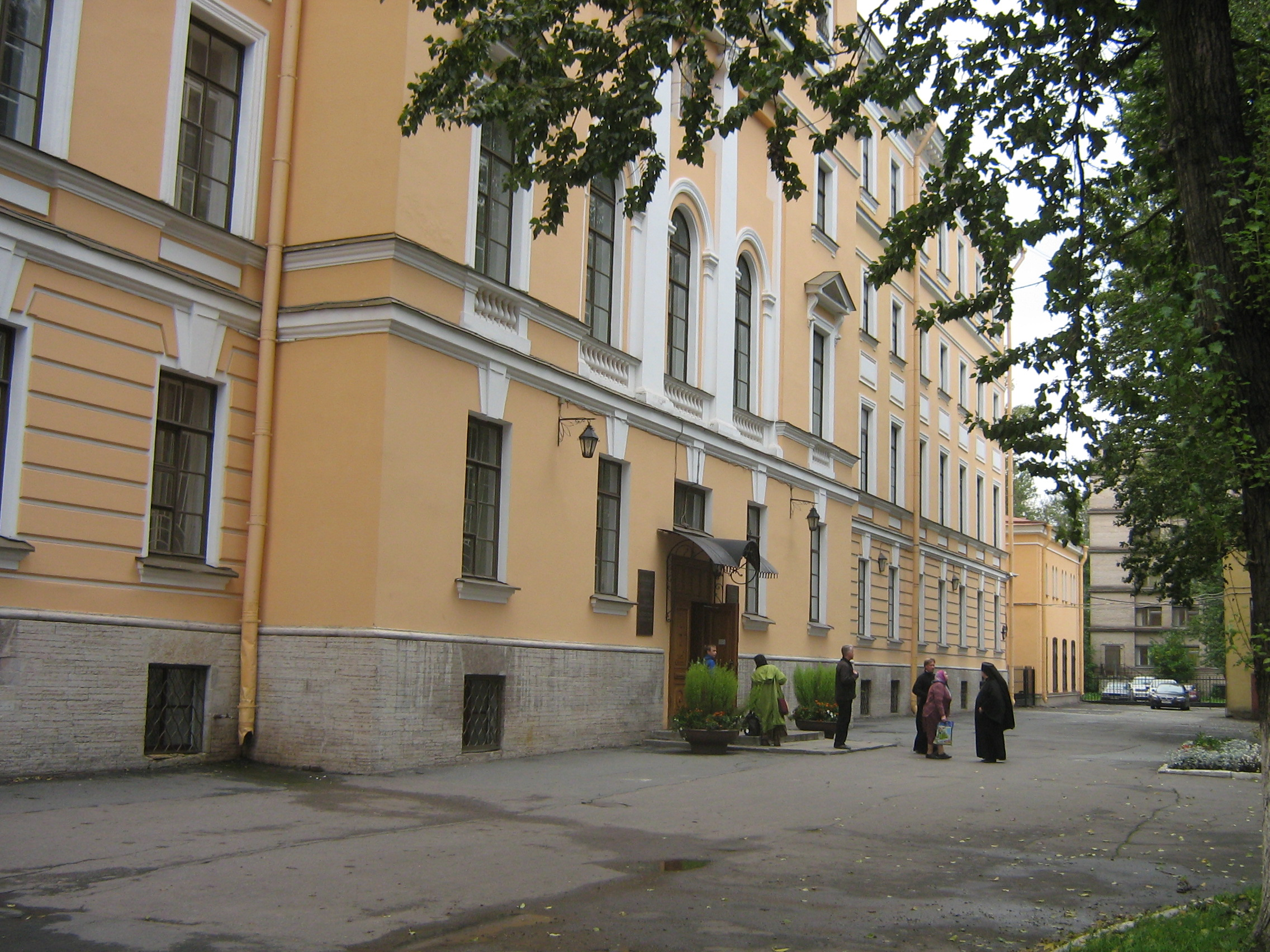
СПбДА. XXI век

Славяно-греко-латинская семинария в 1736 году была объединена с семинарией, действовавшей в доме епископа Феофана (Прокоповича) на Карповке
В 1761 году Святейший синод предоставил разрешение выпускникам семинарии на обучение медицине за границей с выплатой им двойного жалования. Они направлялись в Кембриджский и Оксфордский университеты (Англия), Гёттинген (Германия).
По мнению Синода, во многих семинариях слушателям не давали достаточных знаний; поэтому было принято решение о создании в 1788 году на базе Славяно-греко-латинской семинарии Главной семинарии, куда стали посылать учиться лучших воспитанников из многих епархиальных семинарий Российской империи. Старшие классы Новгородской семинарии также были переведены в Александро-Невский монастырь, и число воспитанников в Главной семинарии достигло 200. Программа обучения была составлена с учётом рационалистического и философского духа того времени. Она предусматривала безусловное изучение как традиционных семинарских дисциплин — богословия, метафизики, риторики, древнегреческого языка, так и дисциплин светских — математики, истории, также был открыт класс опытной физики. В распоряжении семинаристов была богатейшая библиотека, в которой имелись в подлинниках труды многих западноевропейских мыслителей. Лучшие из старшеклассников (они назывались студентами) назначались лекторами в низших классах.
В 1797 году одновременно с переименованием Свято-Троицкого Александро-Невского монастыря в Александро-Невскую лавру Александро-Невская главная семинария была преобразована в Александро-Невскую академию. В Высочайшем указе императора Павла I от 18 (29) декабря 1797 года было отмечено:

Признали Мы за благо следующее распоряжение: как просвещение и благонравие духовного чина способствует просвещению и утверждению добрых нравов и в мирских, повелеваем кроме бывших доныне Духовных академий в Москве и Киеве, учредить такие Духовные академии в Санкт-Петербурге при Александро-Невском монастыре, и в Казани, вместо находящихся там семинарий, снабдя их всем, соответствующим званию и для преподавания потребным.
В духовных академиях, кроме общих семинарских курсов, постановили преподавать полную систему философии и богословия, высшее красноречие, физику и языки: латинский, древнееврейский, греческий, немецкий и французский.
Выпускники Духовной академии распределялись наставниками в духовные семинарии и училища, на церковно-приходское служение, священниками при русских иностранных миссиях и посольствах. Многие продолжали своё обучение в светских учебных заведениях. Лучшие студенты оставались преподавателями академии низших классов. На 1808 год в академии числилось 277 воспитанников.

#### Учреждение академии
В процессе всеобщей реформы духовного образования Александро-Невская академия в начале 1809 года была разделена на три учебных заведения, которые продолжали размещаться в Александро-Невской лавре:
- 1) Санкт-Петербургскую духовную академию (высшая школа);
- 2) Санкт-Петербургскую духовную семинарию (средняя школа);
- 3) Александро-Невское духовное училище (низшая школа).

Академия и семинария занимали Фёдоровский и Южный корпуса Лавры.
17 февраля (1 марта) 1809 года состоялось торжественное открытие Санкт-Петербургской духовной академии. Введены учёные степени доктора, магистра и кандидата богословия.
Первый выпуск реформированной Духовной академии был осуществлен в 1814 году.
Расширение и реформа Духовной академии потребовали отдельного здания. 10 (22) июня 1817 года митрополитом Амвросием была освящена закладка академического корпуса. Его построили в 1817—1821 годах на казённые средства на лаврской территории, к югу от Фёдоровского корпуса.
С 1821 года Академия стала издавать журнал «Христианское чтение», который, как правило, содержал перевод на русский язык творений отцов церкви, статьи с рассуждениями о христианской религии вообще, по изъяснению православного вероучения, церковному красноречию, церковной истории, с назидательными размышлениями и христианской библиографией.
С 1847 года началась переводческая деятельность. Были переведены: беседы Иоанна Златоуста, исторические сочинения Евсевия Памфила, Сократа Схоластика, Созомена, Феодорита, Евагрия Схоластика, Феодора Чтеца и Филосторгия; сочинение о церковной иерархии, приписываемое Дионисию Ареопагиту, сочинения Софрония, Германа, Максима Исповедника, Феодора Студита, Симеона Солунского, Марка Ефесского, Николая Кавасилы и Паисия. Были осуществлены переводы сочинений византийских историков: Никиты Хониата, Георгия Пахимера, Никифора Григоры, летопись Георгия Акрополита; также древние литургии восточные и западные.
Академия также принимала участие в переводе Священного Писания на русский язык.
С 1840-х годов академия начинает принимать студентов из Поместных Православных Церквей: из Болгарии, Греции, Грузии, Румынии, Сербии.
В 1858 году в Академию поступили две библиотеки рукописей: новгородского Софийского собора и Кириллова монастыря.
С 1875 года начал издаваться при Академии журнал — Церковный вестник.
В 1879 году была устроена коллекция предметов церковных древностей.
В 1913—1917 годах академия носила наименование: Императорская Санкт-Петербургская духовная академия.

#### Преемники академии в 1920-е годы
В 1918 году Петроградская духовная академия была закрыта.
Продолжателем традиций Санкт-Петербургской духовной академии некоторое время был Петроградский богословский институт (1920—1923 годы), который прекратил своё существование, так как к середине 1920-х годов почти вся церковная жизнь в Петрограде оказалась под контролем обновленческого епархиального управления.
В 1925—1928 годах в Ленинграде действовали Высшие богословские курсы, которые прекратили своё существование в связи с новой волной гонений на религию и Церковь в СССР.

### Санкт-Петербургская духовная семинария
Санкт-Петербургская духовная семинария, как среднее духовно-учебное заведение, была организована 1 марта 1809 года.
В 1841 году семинария переводится за стены Лавры в специально построенное на казённые средства здание, в котором размещается и поныне.
В 1886—1887 годах по центру семинарского здания со стороны двора была сделана трехэтажная пристройка, куда переместили церковь апостола и евангелиста Иоанна Богослова и освятили её в 1888 году.
Семинария была закрыта в 1918 году.
С 1926 года в здании размещался сначала Северный факультет Ленинградского восточного института (бывший ЦИЖВЯ), предшественником которого было Северное отделение рабфака Ленинградского университета (1925, с 1926 в Ленинградском институте живых восточных языков; с 1927 назван Северным факультетом). Позднее, с 1930 года Северный факультет был выделен в самостоятельное научно-педагогическое учреждение Институт народов Севера, расформированный в 1941 году.
Во время Великой Отечественной войны в помещениях семинарии работал госпиталь, а в восточное (правое) крыло здания попала авиабомба.

## Возрождение академии
После избрания Патриарха Сергия архиепископ Григорий (Чуков) подготовил доклад «Об организации богословских школ». На основе этого доклада Священный Синод выработал «Положение об академиях и семинариях».
22 ноября 1945 года в Ленинграде открылись Богословско-пастырские курсы. Они расположились на верхнем этаже западного (не разрушенного авиабомбой) крыла здания бывшей Петроградской духовной семинарии. 6 июня 1946 года председатель Совета по делам Русской православной церкви Г. Г.Карпов дал разрешение на открытие трёх духовных академий и преобразовании Богословско-пастырских курсов в семинарии. Митрополит Григорий (Чуков) составил положения о духовных академиях и семинариях, которые 19 июня были приняты Учебным комитетом, а 20 июня утверждены Священным синодом РПЦ. Ленинградская духовная академия была учреждена 1 сентября 1946 года указом Патриарха Московского и всея Руси Алексия I, а Ленинградская духовная семинария переформирована его же указом из Богословско-пастырских курсов. Торжественное открытие Ленинградской духовной академии состоялось 14 октября 1946 года в день Покрова Пресвятой Богородицы в присутствии Патриарха Алексия I. К этому времени был отремонтирован церковный флигель и освящён домовый храм (бывший семинарский).
Была принята система двухступенчатого духовного образования — среднего и высшего. Средняя школа — духовная семинария, высшая — духовная академия. Срок обучения в каждой из этих школ равнялся 4 годам. Таким образом, полный цикл богословского образования был рассчитан на 8 лет.
В первый год после своего воссоздания преподавательскую корпорацию единого духовного учебного заведения в Ленинграде составляли 3 профессора, 5 доцентов и 3 преподавателя. Сотрудников было 21 человек. В семинарии и академии всего студентов было 74 человека. Первым ректором Ленинградской духовной академии и семинарии (ЛДАиС) был протоиерей Иоанн Яковлевич Богоявленский.
В 1947—1950 годы на церковные средства были проведены масштабные строительно-восстановительные работы в разрушенной авиабомбой части здания.
Митрополит Владимир (Котляров), учившийся в Ленинградской духовной академии в 1950-е годы, характеризовал её как лучшую духовную школу в СССР: «В Московской Духовной Академии сказывалось влияние монастыря и наблюдалось показное благочестие, а здесь была здоровая обстановка. Там не разрешали выходить в город… А здесь вы закончили занятие, пообедали, пошли все в город: кто в библиотеку, кто в театр, кто в магазин, кто в кино, и к 18.00 собирались на вечерние занятия. <…> Обстановка была здоровой, не было „увлечений“, что мне нравилось. Лев Николаевич (Парийский) требовал, но требовал по форме, дальше никогда не позволял себе вторгаться. Отец ректор Сперанский был вообще замечательный человек, по-отечески добрый. Так что здесь обстановка была другая… Михаил Филаретович Русаков организовывал поездки по музеям, водил нас на Реквием в Капеллу. Мы могли пойти в театр, только надо было согласовать с инспектором, чтобы знали, куда ты ушёл. <…> Культура в Ленинграде была гораздо выше, народ был действительно столичный, была особая интеллигентность, какой на Руси нам не хватало».
В 1961 году в разгар хрущёвских гонений на церковь встал вопрос о закрытии Ленинградской Духовной Академии и Семинарии. В 1961 году в ЛДС смогли поступить только 8 человек, хотя было подано 33 прошения о приёме. С 1962 года в Академии было больше учащихся, чем в семинарии.
Активные меры по недопущению закрытия ЛДАДиС предпринял назначенный в октябре 1963 года на Ленинградской кафедру митрополит Никодим (Ротов). Будучи председателем ОВЦС, он стал энергично включать Академию в международную деятельность: сюда зачастили иностранные делегации, профессора стали активно посещать заграничные симпозиумы. Зная о ярко выраженных симпатиях Н. С. Хрущёва к развивающимся африканским странам, митрополит смог пригласить на учёбу 7 африканцев из Уганды и Кении. В 1965 году, по решению Священного Синода, при ЛДАиС был учреждён Факультет африканской христианской молодёжи, преобразованный затем в Факультет иностранных студентов.
В 1960-е годы начал действовать регентский кружок для воспитанников Семинарии и студентов Академии. С 1967 года Совет Академии во главе с ректором епископом Михаилом (Мудьюгиным) постановил регентский кружок впредь именовать Регентским классом и произвести первый набор слушателей из числа учащихся Духовных школ. Занятия начались 1 декабря 1967 года (в дальнейшем учебный год начинался со второго семестра). Во главе Регентского класса был поставлен заслуженный профессор Н. Д. Успенский. В 1979 году при митрополите Ленинградском и Новгородском Антонии (Мельникове) состоялся первый набор в Регентский класс, куда отныне принимались девушки и женщины. В 1983 году выросший Регентский класс был преобразован в Регентское отделение.
В 1990 году выходил «Вестник Ленинградской духовной академии», в 1991 году был возобновлён журнал «Христианское чтение».
В 1991 году Ленинградские Духовные Академия и Семинария были переименованы в Санкт-Петербургские Духовные Академия и Семинария (СПбДАиС).
В 1996 году Санкт-Петербургские духовные академия и семинария отмечали 275-летие основания и 50-летие своего возрождения.
В 1997 году было учреждено Иконописное отделение. В 2001 году состоялся его первый выпуск. Первоначально Иконописное отделение размещалось в нескольких комнатах здания рядом с Академией, в котором располагается светское общежитие. Затем, после ремонта, отделение переместилось в соседний переданный Академии двухэтажный корпус.
В 1998 году в СПбДАиС начался процесс реформирования — переход на новую систему духовного образования, который был завершён в 2006 году. Духовная семинария становилась высшим учебным заведением с 5-летним сроком обучения вместо прежних 4 лет; был введен ряд новых предметов. На 5 курсе учащиеся семинарии должны были защищать дипломную работу. Духовная академия по статусу приравнивалась к аспирантуре, срок обучения в ней на стационаре сокращался с 4-х до 3-х лет. Все студенты академии должны, начиная с первого курса, учиться и заниматься написанием кандидатской диссертации.
В 2002 году Регентское отделение получило своё отдельное двухэтажное здание на территории академии.
В 2009 году Санкт-Петербургские Духовные Академия и Семинария были переименованы в Санкт-Петербургскую православную духовную академию.
В 2011—2012 учебном году Академии начала свою работу аспирантура, что стало одним из шагов по реализации принятой Священным Синодом 22 марта 2011 года «Концепции дальнейшего реформирования системы духовного образования Русской Православной Церкви».
30 ноября 2013 года Академии был возвращен комплекс исторических зданий, включая историческое здание Санкт-Петербургской духовной академии (наб. Обводного канала, 7). 12 февраля 2014 года в историческом здании Санкт-Петербургской духовной академии прошло первое в новейшей истории учебное занятие — аспирантский семинар церковно-практического отделения.
28 ноября 2022 года приказом Минобрнауки России № 1580/нк было выдано разрешение на открытие объединённого диссертационного совета по теологии на базе Православного Свято-Тихоновского гуманитарного университета и Санкт-Петербургской духовной академии по специальностям 5.11.1 Теоретическая теология (по исследовательскому направлению: Православие), 5.11.2. Историческая теология (по исследовательскому направлению: Православие). Председателем диссертационного совета утвержден доктор теологии протоиерей Олег Давыденков.
С момента своего возрождения в 1946 году Духовные школы дали Церкви свыше двух тысяч священнослужителей, из которых около шестисот — со степенью кандидата богословия.

## Статус Академии в Русской Православной Церкви и администрация
Как правопреемница Петроградской Духовной Академии, закрытой в 1918 году, Академия состоит под начальственным наблюдением Святейшего Патриарха Московского и всея Руси, осуществляемым через Учебный комитет Московской Патриархии. Учебный план и образовательные стандарты подлежат утверждению Священным Синодом Русской Церкви и Учебным Комитетом.
Канонический надзор за деятельностью Академии, находящейся на территории Санкт-Петербургской епархии, и духовное попечение о её наставниках и воспитанниках осуществляет правящий архиерей — митрополит Санкт-Петербургский и Ладожский Варсонофий (Судаков).
Ректор академии назначается Священным Синодом Русской Церкви по совместному представлению правящего архиерея и Учебного комитета.
Непосредственный руководитель — ректор академии — викарий Санкт-Петербургской епархии епископ Петергофский Силуан (Никитин).
Органами управления академией являются Учёный совет, Административный совет и Воспитательский совет.
Учёный совет Академии рассматривает основные вопросы академической жизни, утверждает учебные программы дисциплин и темы диссертаций, избирает на должности преподавателей, ходатайствует перед Патриархом о присвоении званий доцента, профессора, заслуженного профессора Академии, избирает почётных членов и почётных докторов Академии.
Право утверждения журналов Ученого совета принадлежит митрополиту Санкт-Петербургскому и Ладожскому.
В ректорат входят первый проректор, проректор по учебной работе, проректор по научно-богословской работе, проректор по воспитательной работе, проректор по культуре, проректор по лицензированию и аккредитации.
Первый проректор — архимандрит Софроний (Смук), кандидат богословия, доцент кафедры церковно-практических дисциплин, благочинный храмов Академии.
Проректор по учебной работе — протоиерей Владимир Хулап, доктор теологии, декан богословско-пастырского факультета, заведующий кафедрой церковно-практических дисциплин. Также курирует деятельность Учебно-методического отдела, Приемной комиссии, Заочного отделения, Отдела по лицензированию и аккредитации.
Проректор по научно-богословской работе — протоиерей Константин Костромин, кандидат исторических наук, кандидат богословия, профессор кафедры церковной истории. Также курирует деятельность Межвузовского координационного центра и Издательства Санкт-Петербургской Духовной Академии.
Проректор по воспитательной работе — иеромонах Мелитон (Павлов).
Проректор по культуре — Елена Михайловна Гундяева, заслуженный деятель искусств Российской Федерации (2019), декан факультета церковных искусств. Также курирует деятельность Церковно-археологического музея Академии.
В Академии также действуют библиотека, канцелярия, административно-хозяйственный отдел, отдел по информации и связям с общественностью, отдел информационных технологий, отдел кадров, бухгалтерия, архив.
Библиотека академии уникальна, насчитывает порядка 340 000 единиц хранения, в том числе большое количество дореволюционных и иностранных изданий, книг кириллической печати, имеются редкие книги, а также небольшой фонд рукописей.
Церковно-археологический музей при Академии изначально был основан выдающимся русским учёным Н.В. Покровским (1848-1917), однако после 1917 года был утерян. Музей был возобновлен в 1997 году усилиями диакона Александра Мусина. Музей содержит экспозиции, посвященные патриарху Алексию II, митрополиту Никодиму (Ротову), коллекцию наград Русской Православной Церкви и антиминсов, живописи и предметов прикладного искусства.

## Современная структура академии
В составе Академии действует два факультета: 
- богословско-пастырский;
- церковных искусств.

Богословско-пастырский факультет подразделяется на шесть кафедр, четыре из которых являются выпускающими. Кафедры Духовной академии: 
- богословия[9]
- библеистики[10]
- церковной истории[11]
- церковно-практических дисциплин (литургика и социальное служение)[12]
- древних языков[13]
- иностранных языков[14].

На факультете церковных искусств действуют два направления: 
- регентское отделение (готовит дирижеров церковного хора — регентов),
- иконописное отделение.

Регентское отделение делится на несколько отделов (кафедр): 
- отдел церковных и педагогических дисциплин,
- отдел дирижирования,
- отдел постановки голоса и фортепиано,
- отдел истории и теории музыки,
- межфакультетская кафедра.

На богословско-пастырский факультет поступают мужчины, соответствующие каноническим требованиям к кандидатам, принимающим священный сан. На факультет церковных искусств обучение могут поступать и юноши, и девушки. 
Богословско-пастырский факультет имеет несколько уровней образования:
- Аспирантура - программа подготовки научных и научно-педагогических кадров по научным специальностям, предусмотренным номенклатурой научных специальностей: 5.11.1. Теоретическая теология (по исследовательскому направлению: православие) (теология); 5.11.2. Историческая теология (по исследовательскому направлению: православие) (теология); 5.11.3. Практическая теология (по исследовательскому направлению: православие) (теология). В аспирантуре существуют следующие формы обучения: очная форма (аспирантура) и соискательство. Нормативный срок освоения программы по очной форме обучения — 3 года, на соискательстве — 5 лет.
- Магистратура — подразделение академии, осуществляющее подготовку священнослужителей, преподавателей духовных учебных заведений, церковных учёных и других специалистов высшей научной квалификации в области православного богословия по программам аспирантуры и докторантуры. В магистратуре существуют следующие формы обучения: очная и заочная. Нормативный срок освоения программы по очной форме обучения — 2 года. Обучение проходит по выпускающим кафедрам (богословия, библеистики, церковной истории, церковно-практических дисциплин).
- Бакалавриат — подразделение академии, осуществляющее подготовку священнослужителей, а также церковнослужителей и церковных специалистов. На бакалавриате существуют следующие формы обучения: очная и заочная. Нормативный срок освоения программы — 4 года.
- Абитуриенты, слабо выдержавшие вступительные испытания, могут продолжить обучение на подготовительном отделении.
- Регентское отделение — подразделение академии, готовящее регентов. Экстерната, вечернего и заочного обучения Регентское отделение не имеет. Срок обучения — 4 года.
- Иконописное отделение — подразделение академии, готовящее иконописцев для Русской Православной Церкви. Срок обучения — 4 года.
- Международный отдел — подготовка студентов по программам, предусматривающим углубленное изучение русского языка для дальнейшего обучения в подразделениях академии.

В августе 2010 года Санкт-Петербургская духовная академия получила государственную лицензию на осуществление образовательной программы по специальности «Теология» (031900) высшего профессионального образования.
18 декабре 2016 года руководитель Федеральной службы по надзору в сфере образования и науки (Рособрнадзор) С. С. Кравцов вручил Святейшему Патриарху Московскому и всея Руси Кириллу свидетельство о государственной аккредитации образовательной деятельности духовной образовательной организации высшего образования «Санкт-Петербургская Духовная Академия Русской Православной Церкви».

## Академические здания, храмы и праздники
На Монастырском острове есть ряд зданий, исторически принадлежавших Санкт-Петербургским духовным школам:
- Здание Духовной академии (набережная Обводного канала, 7).
- Здание Духовной семинарии (набережная Обводного канала, 17). С 1827 года поднимался вопрос о постройке, «в виде замка или монастыря», собственного здания для семинарии, но разработанный двумя годами позднее проект В. П. Петрова остался на бумаге. Трехэтажное с пилястрами здание было заложено по проекту синодального архитектора А. Ф. Щедрина 24 июля (5 августа) 1838 года митрополитом Грузии Ионой и освящено вместе с храмом, расположенным на втором этаже, 26 сентября (8 октября) 1841 года митрополитом Киевским Филаретом. В 1886—1887 годах по центру здания, по проекту синодального архитектора Н. Н. Маркова, была со двора сделана трехэтажная пристройка, куда на верхний этаж переместили храм. С 1945 года здесь были размещены Духовные школы, однако только в одной половине здания (другая возвращена в 1987 году).
- Здание Александро-Невского Антониевского духовного училища (набережная Обводного канала, 9).
- Здание Библиотеки духовной академии (набережная Обводного канала, 11).

В Академии есть три храма: апостола и евангелиста Иоанна Богослова, Успения Пресвятой Богородицы и Двенадцати апостолов (в историческом здании Санкт-Петербургской Духовной Академии; находится на реставрации).
Чтимыми праздниками являются:
- Дни памяти святого апостола и евангелиста Иоанна Богослова: 9 (21) мая и 26 сентября (9 октября);
- Праздник Иконы Божией Матери «Знамение» — 10 декабря (27 ноября).

На осенний праздник ап. Иоанна совершается Актовый день — главный праздник Академии.
Традиционно учебный год в Академии начинается Божественной Литургией 1 сентября, а выпуск совершается в конце июня каждого года.

## Персоналии Академии
См. также: Список персоналий Санкт-Петербургской духовной академии.
Из ректоров и преподавателей Александро-Невской семинарии (в 1788—1797 — Главной семинарии, в 1797—1809 — Александро-Невской Академии) более известны: Гавриил (Кременецкий) (митрополит Киевский, † 1783), Вениамин (Краснопевков) — автор «Новой Скрижали» († 1811), Амвросий (Зертис-Каменский) († 1771), Арсений (Верещагин) († 1779), Николай Музовский († 1848), известные проповедники Анастасий (Братановский), архиепископ Феофилакт (Русанов) и иеромонах Филарет (Дроздов), впоследствии митрополит Московский; в числе учеников и потом префектов — M. M. Сперанский, профессором Евгений (Болховитинов) (митрополит Киевский, † 1837).

### Ректоры Санкт-Петербургской/Петроградской/Ленинградской духовной академии
| Ректоры Академии                                                                     | Ректоры Академии                          |
| Даты                                                                                 | Ректор                                    |
| ------------------------------------------------------------------------------------ | ----------------------------------------- |
| 4 (16) февраля — 11 (23) ноября 1809                                                 | архимандрит Евграф (Музалевский-Платонов) |
| 7 (19) января 1810 — 3 (15) марта 1812                                               | архимандрит Сергий (Крылов-Платонов)      |
| 11 (23) марта 1812 — 13 (25) марта 1819                                              | епископ Филарет (Дроздов)                 |
| 2 (14) мая 1819 — 4 (16) января 1826                                                 | епископ Григорий (Постников)              |
| 30 января (11 февраля) 1826 — 5 (17) августа 1830                                    | архимандрит Иоанн (Доброзраков)           |
| 27 августа (8 сентября) 1830 — 20 сентября (2 октября) 1831                          | архимандрит Смарагд (Крыжановский)        |
| 4 (16) ноября 1831 — 8 (20) июня 1833                                                | архимандрит Венедикт (Григорович)         |
| 8 (20) июня 1833 — июнь 1837                                                         | архимандрит Виталий (Щепетев)             |
| 5 (17) июля 1837 — апрель 1841                                                       | архимандрит Николай (Доброхотов)          |
| 21 апреля (3 мая) 1841 — 13 (25) января 1847                                         | епископ Афанасий (Дроздов)                |
| 17 (29) января 1847 — 19 (31) декабря 1850                                           | епископ Евсевий (Орлинский)               |
| 20 декабря 1850 (1 января 1851) — 1 (13) мая 1857                                    | епископ Макарий (Булгаков)                |
| 13 (25) июня 1857 — 9 (21) мая 1859                                                  | архимандрит Феофан (Говоров)              |
| 17 (29) июля 1859 — 29 сентября (11 октября) 1860                                    | епископ Нектарий (Надеждин)               |
| 5 (17) октября 1860 — 13 (25) января 1864                                            | архимандрит Иоанникий (Руднев)            |
| 17 (29) января 1864 — 9 (21) ноября 1866                                             | епископ Иоанн (Соколов)                   |
| 29 ноября (11 декабря) 1866 — 19 (31) октября 1883                                   | протопресвитер Иоанн Леонтьевич Янышев    |
| 22 октября (3 ноября) 1883 — 28 марта (9 апреля) 1887                                | епископ Арсений (Брянцев)                 |
| 15 (27) апреля 1887—24 октября (5 ноября) 1892.                                      | епископ Антоний (Вадковский)              |
| 30 октября (12 ноября) 1892 — 2 (14) декабря 1893                                    | епископ Борис (Плотников)                 |
| 13 (25) декабря 1893 — 23 августа (4 сентября) 1895                                  | епископ Никандр (Молчанов)                |
| 31 августа (12 сентября) 1895—16 (28) января 1899                                    | епископ Иоанн (Кратиров)                  |
| 17 февраля (1 марта) 1899 — 20 января (2 февраля) 1901                               | епископ Борис (Плотников)                 |
| 24 января (6 февраля) 1901 — 15 (28) октября 1905                                    | епископ Сергий (Страгородский)            |
| 15 (28) октября 1905 — 21 марта (2 апреля) 1908                                      | епископ Сергий (Тихомиров)                |
| 4 (17) февраля 1909 — 19 октября (1 ноября) 1910                                     | епископ Феофан (Быстров)                  |
| 22 ноября 1910 — 13 (26) мая 1913                                                    | епископ Георгий (Ярошевский)              |
| 30 мая (12 июня) 1913 — 23 июня 1918                                                 | епископ Анастасий (Александров)           |
| 1 сентября 1946 — 22 июня 1947                                                       | протоиерей Иоанн Яковлевич Богоявленский  |
| 1947—1948 (исполняющий обязанности)                                                  | протоиерей Александр Александрович Осипов |
| 20 апреля 1948 — 30 июня 1952                                                        | епископ Симеон (Бычков)                   |
| 21 июля 1952 — 16 августа 1966                                                       | протоиерей Михаил Кронидович Сперанский   |
| 16 августа 1966 — 30 июля 1968                                                       | епископ Михаил (Мудьюгин)                 |
| 28 ноября 1968 — 25 июня 1970                                                        | епископ Герман (Тимофеев)                 |
| 25 июня 1970 — 26 декабря 1974                                                       | епископ Мелитон (Соловьёв)                |
| 26 декабря 1974 — 26 декабря 1984                                                    | архиепископ Кирилл (Гундяев)              |
| 29 декабря 1984 — 2 марта 1986 (исполняющий обязанности)                             | архимандрит Мануил (Павлов)               |
| 2 — 15 марта 1986 (исполняющий обязанности) 15 марта 1986 — 22 июня 1987             | протоиерей Николай Михайлович Гундяев     |
| 22 июня 1987 (исполняющий обязанности) 21 августа 1987 — 12 августа 1992             | протоиерей Владимир Иустинович Сорокин    |
| 12 августа 1992 — 19 июля 1993 (исполняющий обязанности) 19 июля 1993 — 17 июля 1996 | протоиерей Василий Иванович Стойков       |
| 17 июля 1996 — 6 октября 2008                                                        | архиепископ Константин (Горянов)          |
| 6 октября 2008 — 14 июля 2018                                                        | архиепископ Амвросий (Ермаков)            |
| 14 июля 2018 — 9 июля 2019                                                           | епископ Серафим (Амельченков)             |
| c 9 июля 2019                                                                        | епископ Силуан (Никитин)                  |

### Некоторые известные преподаватели
- Преподаватели Санкт-Петербургской духовной академии

### Некоторые известные выпускники
- Выпускники Санкт-Петербургской духовной академии